# Almira Edson
Almira Edson (* 20. Januar 1803 in Halifax, Vermont; † 14. Dezember 1886 in Vernon, Connecticut) war eine amerikanische Künstlerin der Outsider Art und der Folk Art. Sie wurde bekannt als Malerin von markanten Familienregistern.

## Leben
Almira Edson war eine von fünf Töchtern des Priesters Jesse Edson und seiner Frau Rebecca, geborene Taylor. Ihr Vater, der das Dartmouth College im Jahr 1794 erfolgreich besucht hatte und 1796 als Priester ordiniert worden war, war der Pastor der First Congregational Church in Halifax. Er starb 1805, und im Jahr 1810 heiratete Rebecca Edson erneut. Ihr zweiter Ehemann war Captain Edward Adams aus Colrain, Massachusetts. Nach der Eheschließung zog die Familie dorthin. Durch diese zweite Ehe bekam Edson zwei weitere Geschwister.
Unverheiratet schloss sich Almira Edson im Jahr 1841 der Sekte von John Humphrey Noyes in Putney an. Dort verliebte sie sich in ein anderes Mitglied der Sekte, John B. Lyvere, den sie im September 1842 in Hinsdale außerhalb des Gebietes der Sekte heiratete. Weil der Sektenführer ihnen keine Genehmigung für eine Hochzeit erteilt hatte, nutzten sie seine Abwesenheit, um dort zu heiraten. Nach seiner Rückkehr schloss Noyes sie aus, und sie zogen nach Vernon, Connecticut, wo bereits Almira Edsons Schwester Rowena lebte.
Dort starb sie am 14. Dezember 1886.

## Werk

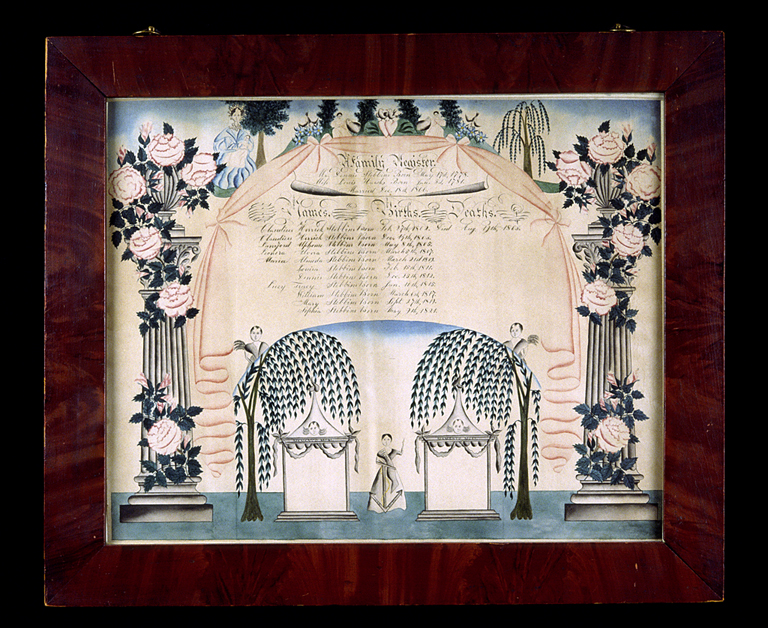
Familienregister um 1835

Almira Edson war eine Malerin von Familienregistern, die die typischen Merkmale des Familienregisters und des Trauerbildes vereinte. Familienregister sind ein Genre amerikanischer Kunstwerke, die kurz vor dem Unabhängigkeitskrieg aufkamen. In diesen Registern wurden die Geburten, Hochzeiten und Todesfälle von Familienmitgliedern auf einem einzigen, künstlerisch gestalteten Blatt Papier festgehalten, das die Besitzer rahmten und in den Häusern ausstellten. Edson gehörte zu den bekannten Malerinnen dieser Familienregister. Sie fertigte solche von etwa 1835 bis 1847 mit Tusche und in Aquarellmalerei an.

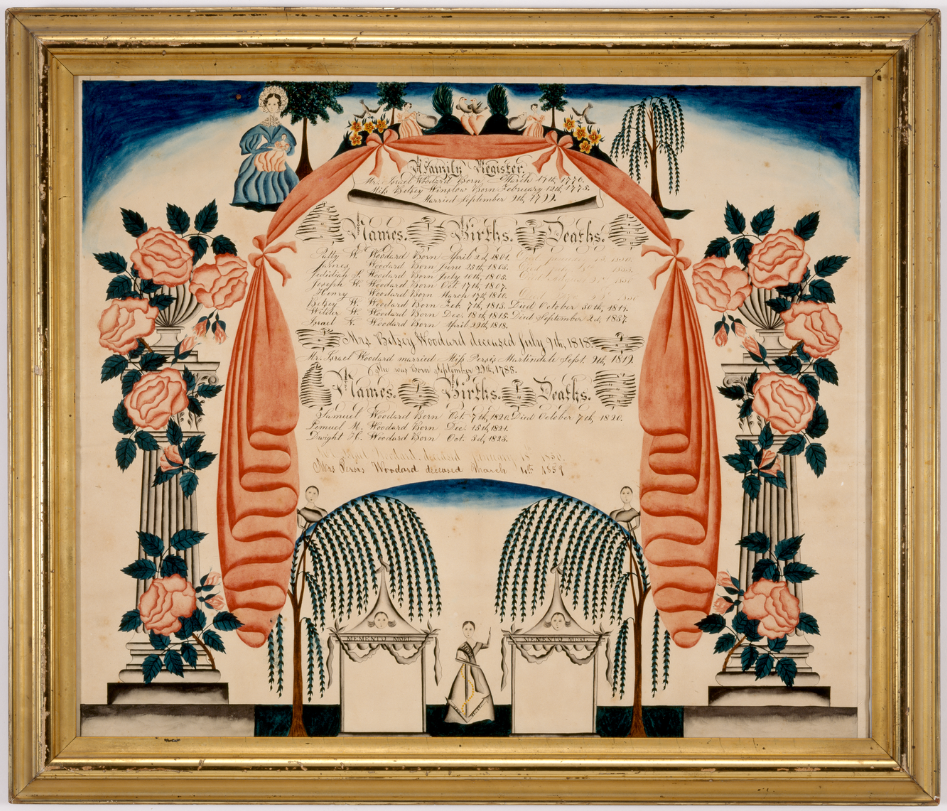
Woodard-Winslow-Martindale Family Register

Ihr Register für die Familie Woodard-Winslow-Martindale, das 1837 entstand, war typisch für ihr Werk, das die Familienaufzeichnung und das Trauerbild kombinierte. Edsons Register sind außergewöhnlich dekorativ, und ihre sorgfältige Aquarelltechnik erinnert an die Malerei von Schulmädchen. Möglicherweise wurde sie an einer Frauenakademie in der Nähe von Franklin County, Massachusetts, wo ihre Familie um 1810 lebte, im Malen von Familienaufzeichnungen oder auch Trauerbildern ausgebildet. In ihren Werken integrierte sie oft Tafeln oder Denkmäler, die von einer oder zwei trauernden Frauen flankiert wurden. Diese Tafeln beschriftete sie mit den Namen verstorbener Familienmitglieder, oder sie ließ sie leer, damit die Besitzer sie später beschriften konnten, was meist jedoch nicht geschah.
Eins ihrer Werke wurde unter anderem 2008 auf einer Ausstellung des Bennington Museums gezeigt. Die The New York Historical besitzt in ihrem Bestand ebenfalls ein Werk von Almira Edson.